# Маяк Кейп-Элизабет
Маяк Кейп-Элизабет (англ. Cape Elizabeth Lights), также известный как Два маяка (англ. Two Lights) — маяк, расположенный в городе Кейп-Элизабет у входа в залив Кескоу, округ Камберленд, штат Мэн, США. Построен в 1828 году. Автоматизирован в 1963 году.

## Название
Множественное число в английском названии маяка связано с тем, что первоначально функционировало два маяка на небольшом расстоянии друг от друга. В настоящее время действует только один.

## История
После обретения США независимости Портленд стал важным торговым портом, оборот которого с каждым годом увеличивался. Увеличивалось количество судов, прибывавших в его порт, и построенного в 1791 маяка Портленд-Хед было недостаточно для безопасной навигации. Потому в марте 1827 года было выделено 3 000$, а в феврале 1828 года — ещё 4 500$ на строительство сразу двух дополнительных маяков на расстоянии примерно 270 метров друг от друга. Первоначальные здания представляли собой каменный октагональные башни высотой 20 метров. Для освещения использовались лампы с китовым жиром, которые были заменены линзой Френеля в 1855 году. В 1874 году обе конструкции были заменены коническими башнями из чугуна в стиле неоготики, высота которых также была 20 метров. Несмотря на два действующих маяка, кораблекрушения в этом районе были нередким явлением. В 1924 году западная башня была выведена из эксплуатации. Оставшийся в эксплуатации маяк был автоматизирован Береговой охраной США в 1963 году.
В 1974 году он был включён в Национальный реестр исторических мест.

## В произведениях культуры и искусства
Художник Эдвард Хоппер нарисовал несколько видов двух маяков в 1927 и 1929 годах.